# Christian Ramus (matematiker)
Christian Ramus, född den 5 december 1806, död den 10 juni 1856, var en dansk matematiker. Han var brorson till Christian Ramus. 
Ramus vann 1831 universitetets guldmedalj för en matematisk prisuppgift samt blev 1832 magister och 1834 professor vid universitetet. Sistnämnda år upptog Videnskabernes Selskab honom som medlem. Utom åtskilliga lärda uppsatser i facktidskrifter författade Ramus sedan 1837 en hel följd av gedigna läroböcker i olika grenar av såväl den elementära som den högre matematiken.